# 로렌 알폰소
로렌 베르토 알폰소 도밍게스(스페인어: Loren Berto Alfonso Domínguez, 아제르바이잔어: Loren Berto Alfonso Dominges, 1995년 5월 28일~)는 쿠바 태생 아제르바이잔의 권투 선수이다. 2017년에 아제르바이잔으로 귀화했으며 2020년 하계 올림픽에서 남자 라이트헤비급 동메달을 획득했고 2024년 하계 올림픽에서 남자 헤비급 은메달을 획득했다.